# Frostbitten Kingdom
Frostbitten Kingdom war eine finnische Black- und Death-Metal-Band aus Turku, die 2004 gegründet wurde und sich 2016 auflöste.

## Geschichte
Die Band wurde im Sommer 2004 gegründet. Die nächsten zwei Jahre wurden damit verbracht eine feste Besetzung zu finden, ehe man sich Anfang Januar 2007 in das Noisecamp Studio begab, um dort das Debütalbum Through Nightfall Storms and Sunless Dawns aufzunehmen, das zu Mittsommerfest des Jahres erschien. Im April 2008 wurde unter dem Namen Towards the Battlefields eine EP veröffentlicht. Im September des Jahres wurde das zweite Album aufgenommen, ehe es im März 2009 mit dem Titel Obscure Visions of Chaotic Annihilation erschien. Hierauf ist ein neuer Schlagzeuger zu hören. Zu dieser Zeit hielt die Band eine Tour durch verschiedene finnische Städte ab und war auch in Schweden zu sehen. Das Jahr 2009 verbrachte die Band außerdem mit den Proben für die Aufnahmen des dritten Albums, das im Februar 2010 unter dem Namen Infidel Angel publiziert wurde. Eine Woche später unterzeichnete die Gruppe einen Plattenvertrag bei No Sign of Life Records. Der Albumveröffentlichung folgten Konzerte, unter anderem zusammen mit Bal-Sagoth, Sólstafir und Venom. Im Frühling 2011 zog sich die Band von der Bühne zurück, um an neuem Liedmaterial schreiben zu können. Das Schreiben (und die damit verbundenen Proben) ging bis in das nächste Jahr hinein, ehe das Album The Winter War Symphony im Dezember 2012 fertiggestellt wurde. No Sign of Life Records erklärte sich bereit, den Tonträger im Frühling des Folgejahres zu veröffentlichten. In der Zwischenzeit wurde das Label jedoch verkauft und der neue Besitzer zeigte sich an der Veröffentlichung nicht interessiert. Zudem verließen in der Folge der Gitarrist und der Bassist Frostbitten Kingdom. Im Frühling 2014 veröffentlichten die verbliebenen Mitglieder das Material als Demo. Daraufhin wurde das Label WormHoleDeath auf die Gruppe aufmerksam, das diese unter Vertrag nahm. Bei diesem Label, wo zuvor u. a. Haterial bereits einen Tonträger veröffentlicht hatte, erschien das Album Ende des Jahres. Im März 2016 gab Frostbitten Kingdom ihre Auflösung bekannt.

## Stil
Laut der Facebook-Präsenz der Band wurde sie anfänglich hauptsächlich durch Gruppen wie Dissection und Immortal beeinflusst. Auf Towards the Battlefields habe der Einfluss US-amerikanischer Death-Metal-Bands wie Deicide und Immolation zugenommen. Patrick Eden von metal-temple.com schrieb in seiner Rezension zu The Winter War Symphony, dass es sich hierbei um ein Konzeptalbum handelt, das den Winterkrieg thematisiere. Musikalische handele es sich um eine Mischung aus Death- und Black-Metal, wobei man auch Einflüsse aus dem Symphonic Metal manchmal verarbeite. Insgesamt gebe es eine Mischung aus „prügelnden“ Rhythmen, Melodic-Death-Metal-Passagen, symphonischen Ouvertüren und einem beeindruckenden Gesang. Kai „Dagger“ Kellermann von heavyhardes.de rezensierte das Album ebenfalls und stellte fest, dass „hymnischer Black Metal im Up-Tempo-Sektor mit Augenmerk auf ergreifenden Melodien“ enthalten ist. Statt Synthesizer, die nur sparsam eingesetzt werden würden, baue man in jedes Lied Gitarren-Soli ein.

## Diskografie
- 2007: Through Nightfall Storms and Sunless Dawns (Album, Eigenveröffentlichung)
- 2008: Towards the Battlefields (EP, Eigenveröffentlichung)
- 2009: Obscure Visions of Chaotic Annihilation (Album, Eigenveröffentlichung)
- 2010: Infidel Angel (Album, No Sign of Life Records)
- 2014: The Winter War Symphony (Demo, Eigenveröffentlichung)
- 2014: The Winter War Symphony (Album, WormHoleDeath)